# Ekvivalence (logika)
Název ekvivalence je v logice používán pro binární logický operátor značený symbolem ⇔ ({\displaystyle \Leftrightarrow \,\!}).
Významově odpovídá tento operátor větné konstrukci „právě tehdy, když“ (zastarale „tehdy a pouze tehdy, když“ a „tehdy a jen tehdy, když“) (anglicky if and only if, zkráceně iff) — ekvivalence tedy říká, že spojovaná tvrzení platí pouze zároveň (obě ano, nebo obě ne).
Tomu odpovídá i pravdivostní tabulka této operace.

## Pravdivostní tabulka
| {\displaystyle A} | {\displaystyle B} | {\displaystyle A\Leftrightarrow B} |
| ----------------- | ----------------- | ---------------------------------- |
| 0                 | 0                 | 1                                  |
| 0                 | 1                 | 0                                  |
| 1                 | 0                 | 0                                  |
| 1                 | 1                 | 1                                  |

## Vlastnosti a použití
Ekvivalence je používána v logických výpočtech podobným způsobem, jako relace = v aritmetických výpočtech — takový výpočet je obvykle posloupnost ekvivalencí, jako v následujícím případě:

{\displaystyle (a\vee \neg b)\land (a\vee b)\Leftrightarrow a\vee (\neg b\land b)\Leftrightarrow a\vee 0\Leftrightarrow a\,\!}
Pravdivostní hodnota ekvivalence je shodná s pravdivostní hodnotou oboustranné implikace, tj. následující dvě formule mají stejnou pravdivostní tabulku:
- {\displaystyle a\Leftrightarrow b\,\!}
- {\displaystyle (a\implies b)\land (b\implies a)\,\!}

V dvouhodnotové extenzionální logice je pravdivostní hodnota ekvivalence inverzní k pravdivostní hodnotě exkluzivní disjunkce, tj. následující dvě formule mají stejnou pravdivostní tabulku:
- {\displaystyle a\Leftrightarrow b\,\!}
- {\displaystyle \neg ((a\land \neg b)\vee (\neg a\land b))\,\!}

## Pomůcka k pochopení funkce ekvivalence v matematice
Oba členy ekvivalence představují totéž vyjádřené různými slovy. Jejich pravdivostní hodnoty nejsou tedy závislé na dočasnosti či smyslovém vnímání a hodí se proto k použití v matematice.
Např.:
"Máme dokázat že relace {\displaystyle \Leftrightarrow \,\!} je ekvivalencí na množině výroků M. Množinu M můžeme rozložit na třídy M1 (pravdivých výroků) a M2 (nepravdivých výroků). {\displaystyle A\Leftrightarrow B} značí: A i B patří do stejné třídy, tedy buď A, B jsou prvky M1 nebo A, B jsou prvky M2. Vztahem {\displaystyle \Leftrightarrow \,\!} je dán rozklad na množině M (na třídy M1, M2), a tedy vztah {\displaystyle \Leftrightarrow \,\!} je ekvivalence příslušná tomuto rozkladu."